# Liste der Sammlungen moderner oder zeitgenössischer Kunst
Sammlungen für moderne bzw. zeitgenössische Kunst ist ein Überbegriff für Kunstmuseen, Privatsammlungen und Kunststiftungen, die sich der Kunst von der klassischen Moderne bis zur Gegenwartskunst widmen.
Zu Sammlungen der Werke einzelner Künstler siehe auch Liste internationaler Künstlermuseen

## Deutschland
| Sammlung                                                                             | Stammhaus / Ausstellung                                                                           | Ort                                    | Land                                 | Genre, Anmerkungen                                                                                          |
| ------------------------------------------------------------------------------------ | ------------------------------------------------------------------------------------------------- | -------------------------------------- | ------------------------------------ | --- |
| Sammlung Architekturmuseum der Technischen Universität München                       | Pinakothek der Moderne – Architekturmuseum TU / Architekturmuseum Schwaben                        | München / Augsburg                     | Bayern                               | |
| Sammlung Berggruen                                                                   | Nationalgalerie – Museum Berggruen                                                                | Berlin                                 | Berlin                               | klassische Moderne                                                                                          |
| Sammlung zeitgenössischer Kunst der Bundesrepublik Deutschland (Bundeskunstsammlung) | –                                                                                                 | Bonn                                   | Nordrhein-Westfalen                  | |
| Sammlung Biedermann                                                                  | Museum Art.Plus                                                                                   | Donaueschingen                         | Baden-Württemberg                    | moderne, zeitgenössische Kunst                                                                              |
| Sammlung Frieder Burda                                                               | Museum Frieder Burda                                                                              | Baden-Baden                            | Baden-Württemberg                    | |
| Sammlung Falckenberg                                                                 | Phoenix-Werke                                                                                     | Hamburg-Harburg                        | Hamburg                              | |
| Sammlung FER Collection (Rentschler)                                                 | ZKM Museum für Neue Kunst und im Stadtregal Ulm                                                   | Karlsruhe und in Ulm                   | Baden-Württemberg                    | internationale Avantgarde                                                                                   |
| Flick Collection im Hamburger Bahnhof                                                | Hamburger Bahnhof – Nationalgalerie der Gegenwart                                                 | Berlin                                 | Berlin                               | Kunst der letzten Jahrzehnte des 20. Jahrhunderts                                                           |
| Sammlung des Museums für Neue Kunst                                                  | Museum für Neue Kunst                                                                             | Freiburg                               | Baden-Württemberg                    | |
| Sammlung Froehlich                                                                   | –                                                                                                 | Karlsruhe                              | Baden-Württemberg                    | |
| Sammlung Goetz                                                                       | Museum Sammlung Goetz                                                                             | München Oberföhring                    | Bayern                               | Arte Povera, Medienkunst, Präsenzbibliothek                                                                 |
| Staatliche Graphische Sammlung München                                               | Pinakothek der Moderne                                                                            | München                                | Bayern                               | 15. Jh.–Moderne                                                                                             |
| Sammlung Grässlin                                                                    | Kunstraum Grässlin / Räume für Kunst                                                              | Sankt Georgen im Schwarzwald           | Baden-Württemberg                    | |
| Sammlung Hanten-Schmidt                                                              | Köln THE SASA / Wien Kontor                                                                       | Köln / Dresden / Wien                  | Nordrhein-Westfalen / Sachsen / Wien | zeitgenössische Kunst                                                                                       |
| Sammlung des Alexianer Krankenhaus                                                   | Kunsthaus Kannen                                                                                  | Münster-Amelsbüren                     | Nordrhein-Westfalen                  | Art brut |
| Sammlung Alison & Peter W. Klein                                                     | Kunstwerk Eberdingen                                                                              | Eberdingen                             | Baden-Württemberg                    | |
| Sammlung Ludwig                                                                      | Ludwig Museum im Deutschherrenhaus                                                                | Koblenz                                | Rheinland-Pfalz                      | französische Kunst nach 1945                                                                                |
| Sammlung Marzona                                                                     | Nationalgalerie – Museum für Gegenwart                                                            | Berlin                                 | Berlin                               | |
| Sammlung Marx                                                                        | Nationalgalerie – Museum für Gegenwart                                                            | Berlin                                 | Berlin                               | |
| Sammlung Moderne Kunst                                                               | Pinakothek der Moderne                                                                            | München                                | Bayern                               | Teil der bayerischen Staatsgemäldesammlungen                                                                |
| Sammlung Mönchehaus                                                                  | Mönchehaus Museum                                                                                 | Goslar                                 | Niedersachsen                        | |
| Neue Nationalgalerie                                                                 | Nationalgalerie – Neue Nationalgalerie                                                            | Berlin                                 | Berlin                               | 20. Jh., in Anknüpfung an die Neue Abteilung im Kronprinzenpalais                                           |
| Sammlung der Nationalgalerie im Hamburger Bahnhof                                    | Nationalgalerie – Museum für Gegenwart                                                            | Berlin                                 | Berlin                               | Objektkunst, Fotografie, Multimediakunst (Sammlung Mike Steiner, Joseph-Beuys-Medienarchiv)                 |
| Die Neue Sammlung                                                                    | Pinakothek der Moderne – Staatliches Museum für angewandte Kunst                                  | München                                | Bayern                               | Design, angewandte Kunst                                                                                    |
| Die Neue Sammlung                                                                    | Neues Museum – Staatliches Museum für Kunst und Design in Nürnberg                                | Nürnberg                               | Bayern                               | Design, angewandte Kunst                                                                                    |
| Sammlung Prinzhorn                                                                   | Museum der Universität Heidelberg                                                                 | Heidelberg                             | Baden-Württemberg                    | Art brut; Kopien: Prinzhorn-Archiv, Felsenmeermuseum Hemer                                                  |
| Sammlung Ricke                                                                       | Museum für Moderne Kunst / Kunstmuseum Liechtenstein / Kunstmuseum St. Gallen                     | Frankfurt am Main / Vaduz / St. Gallen | Hessen                               | |
| Marli-Hoppe-Ritter-Stiftung                                                          | Museum Ritter                                                                                     | Waldenbuch                             | Baden-Württemberg                    | Kunstwerke zum Thema „Quadrat“                                                                              |
| Sammlung Scharf-Gerstenberg                                                          | Nationalgalerie (derzeit im Ägyptischen Museum)                                                   | Berlin                                 | Berlin                               | französische Romantik bis Surrealismus                                                                      |
| Sammlung Selinka                                                                     | Kunstmuseum Ravensburg                                                                            | Ravensburg                             | Baden-Württemberg                    | Expressionismus, CoBrA, SPUR                                                                                |
|                                                                                      | Museum für Gegenwartskunst                                                                        | Siegen                                 | Nordrhein-Westfalen                  | |
| Sammlung Stoffel                                                                     | Pinakothek der Moderne / Skulpturenpark Köln                                                      | München / Köln                         | Bayern / Nordrhein-Westfalen         | deutsche und amerikanische Kunst der 1960er–90er                                                            |
| Sammlung Ströher                                                                     | Museum für Moderne Kunst                                                                          | Frankfurt am Main                      | Hessen                               | |
| Grafische Sammlung                                                                   | Städtische Galerie im Park Viersen                                                                | Viersen                                | Nordrhein-Westfalen                  | 15. Jh. bis zur Gegenwart                                                                                   |
| Skulpturensammlung Viersen                                                           | Städtische Galerie im Park Viersen                                                                | Viersen                                | Nordrhein-Westfalen                  | Großplastik                                                                                                 |
| Sammlung Weishaupt                                                                   | Kunsthalle Weishaupt                                                                              | Ulm                                    | Baden-Württemberg                    | |
| Stiftung Wörlen                                                                      | Museum Moderner Kunst                                                                             | Passau                                 | Bayern                               | |
| Sammlung Schaufler                                                                   | Schauwerk Sindelfingen                                                                            | Sindelfingen                           | Baden-Württemberg                    | Werke der ZERO-Bewegung, Konzeptkunst, Konkrete Kunst                                                       |
| Sammlung Würth                                                                       | Kunsthalle Würth, Schwäbisch Hall / Museum Würth, Künzelsau / Museum Hirschwirtscheuer, Künzelsau | Schwäbisch Hall / Künzelsau            | Baden-Württemberg                    | |
| Sammlung ZKM                                                                         | Zentrum für Kunst und Medien                                                                      | Karlsruhe                              | Baden-Württemberg                    | |
| Sammlung Reinking                                                                    |                                                                                                   | Hamburg                                | Hamburg                              | Kunst der 1960er, Informel, Fluxus, Minimalismus, Konzeptkunst, Graffiti-/Street-Art, Malerei der Gegenwart |
| Langen Foundation                                                                    | Langen Foundation                                                                                 | Neuss                                  | Nordrhein-Westfalen                  | [Klassische Moderne, abstrakter Kunst der Nachkriegszeit]                                                   |

## Belgien
- Internationales Kunstzentrum Ostbelgien, Eupen
- Museum van Hedendaagse Kunst Antwerpen (MuHKA), ein 1985 gegründetes Museum in Antwerpen
- Museum voor Hedendaagse Kunst Gent, ein 1975 gegründetes Museum in Gent, entstanden auf Initiative des Genter Kunstvereins Vereniging voor het Museum van Hedendaagse Kunst, heute Stedelijk Museum voor Actuele Kunst (S.M.A.K.)

## Frankreich
- Espace d’Art Contemporain Fernet Branca, Saint-Louis bei Basel
- FRAC Nord-Pas de Calais, Dünkirchen
- LAAC, Dünkirchen
- LaM – Lille Métropole, musée d’art moderne, d’art contemporain et d’art brut, Villeneuve-d’Ascq bei Lille
- Musée d’Art Contemporain, Lyon
- Carré d’Art, Musée d’art contemporain, Nîmes
- Musée d’Art Moderne et d’Art Contemporain (MAMAC), Nizza
- Espace Dalí, Paris, mit dem Dalí Universe
- Musée d’Art Moderne et Contemporain de Strasbourg (MAMCS), Straßburg
- Musée d’art moderne de la Ville de Paris, Paris
- Musée d’art moderne, Abattoirs de Toulouse, Toulouse
- Musée Marmottan Monet, Paris
- Musée Picasso, Antibes
- Musée Picasso, Paris
- Musée National d’Art Moderne, Paris
- Musée de l’Orangerie, Paris
- Musée d’Orsay, Paris
- Musée Rodin, Paris
- Musée Rodin de Meudon, Meudon
- Musée de la Sculpture en plein air, Paris
- Musée Zadkine, Paris
- Schloss Montsoreau – Museum für zeitgenössische Kunst, Montsoreau

## Griechenland
- Museum der Basil & Elise Goulandris Foundation

## Italien
- Museion. Museum für moderne und zeitgenössische Kunst (Bozen)
- Kunst Meran, Haus der Kunst in Meran
- Museo di arte moderna e contemporanea di Trento e Rovereto (Trient und Rovereto)
- Museo di Arte Contemporanea in Rivoli

## Liechtenstein
- Kunstmuseum Liechtenstein (Vaduz)

## Niederlande
- Stedelijk Museum, Amsterdam
- Van Gogh Museum, Amsterdam
- Kunsthal KadE, Amersfoort
- Mondriaanhaus, Amersfoort
- Museum Arnhem, Arnhem
- Gemeentemuseum Den Haag, Den Haag
- Van Abbemuseum, Eindhoven
- Groninger Museum, Groningen
- Museum Belvédère, Heerenveen
- Stedelijk Museum 's-Hertogenbosch, ’s-Hertogenbosch
- Singer Laren, Laren
- Bonnefantenmuseum, Maastricht
- Kröller-Müller Museum, Otterloo
- Kunsthal Rotterdam, Rotterdam
- Stedelijk Museum Schiedam, Schiedam
- De Pont, Tilburg
- Centraal Museum Utrecht, Utrecht

## Österreich
- Artothek des Bundes
- 21er Haus (Österreichische Galerie Belvedere), Wien
- MAK – Österreichisches Museum für Angewandte Kunst / Gegenwartskunst, Wien
- MUMOK – Museum Moderner Kunst Stiftung Ludwig Wien
- Neue Galerie Graz
- MMKK – Museum Moderner Kunst Kärnten, Klagenfurt
- Museum der Moderne Salzburg (Rupertinum, Mönchsberg)
- Kunstraum Dornbirn
- Sammlung Erhard Witzel, Quadrart Dornbirn
- Künstlerhaus Bregenz
- WestLicht
- OstLicht

## Schweiz
- Bundeskunstsammlung
- Museum für Gegenwartskunst in Basel
- Schaulager, Basel
- Musée d’art moderne et contemporain (MAMCO), Genf
- Museo d’Arte moderna Villa Malpensata, Lugano
- Kunst Raum Riehen
- Hallen für Neue Kunst, Schaffhausen
- migrosmuseum für gegenwartskunst, Zürich

## Spanien
- Museu d’Art Contemporani de Barcelona (MACBA), Barcelona
- Museu Nacional d’Art de Catalunya (MNAC) mit der Sammlung des ehemaligen Museu d’Art Modern, Barcelona
- CaixaForum Barcelona
- Fundació Joan Miró, Barcelona
- Fundació Suñol, Barcelona
- Guggenheim-Museum Bilbao
- Museo Vostell Malpartida, Cáceres
- Museo Würth La Rioja, La Rioja
- Museo de Arte Contemporáneo de Castilla y León, León
- Galicisches Zentrum für Zeitgenössische Kunst, Madrid
- Museum für Zeitgenössische Kunst (Madrid)
- Museo Nacional Centro de Arte Reina Sofía (MNCARS), Madrid
- Es Baluard, Museum für moderne und zeitgenössische Kunst, Mallorca
- Institut Valencià d’Art Modern, Valencia
- Museo de Arte Contemporáneo Unión Fenosa (MACUF), La Coruña
- Centro Cultural Andratx, Mallorca
- Fundació Pilar i Joan Miró, Mallorca
- Museu Ca’n Prunera, Mallorca

## Vereinigte Staaten
- Museum of Modern Art, NYC, USA
- San Francisco Museum of Modern Art, San Francisco, USA
- Museum of Contemporary Art (Chicago) (MCA)
- Museum of Contemporary Art (Los Angeles), USA (MOCA)
- Modern Art Museum of Fort Worth, Fort Worth, USA
- Museum of Contemporary Art San Diego

## Sonstige Länder
- Museum of Contemporary Art Australia, Australien
- Museu de Arte Moderna do Rio de Janeiro, Brasilien
- Louisiana Museum of Modern Art, (Humlebæk bei Kopenhagen), Dänemark
- Kiasma, Helsinki, Finnland
- MOMus – Museum für Moderne Kunst – Sammlung Costakis, Griechenland
- Tate Gallery of Modern Art, London
- Museo Nacional de Arte Moderno „Carlos Mérida“, Guatemala-Stadt, Guatemala
- Teheraner Museum für Zeitgenössische Kunst, Iran
- Irish Museum of Modern Art, Dublin, Irland
- Museo de Arte Moderno de Bogotá, Kolumbien
- Museum für Zeitgenössische Kunst (Riga), Lettland
- Centre d’art moderne de Tétouan, Marokko
- Museum für zeitgenössische Kunst Skopje, Mazedonien
- Museo de Arte Moderno (MAM), Mexiko-Stadt
- Muzeum Sztuki Nowoczesnej w Warszawie, Warschau, Polen
- Museum für Zeitgenössische Kunst Taipeh, Taipeh, Republik China (auf Taiwan)
- Ludwig Múzeum Budapest, Ungarn
- Museo de Arte Moderno de Caracas, Venezuela
- Nationales Zentrum für zeitgenössische Kunst der Republik Belarus, Belarus